# Franjo Lučić
Franjo Lučić (31. března 1889, Kuče - 16. března 1972, Záhřeb) byl chorvatský skladatel a varhaník.

## Život
Narodil se 31. března 1889 ve vesnici Kuče nedaleko Velike Gorice. Záhy mu zemřel otec a Franja vychovával strýc z matčiny strany, Joseph Puceković, který byl farářem v Dubranci. V Dubranci dokončil základní školu a už v té době udivoval hudebním nadáním. V deseti letech hrál v místním kostele na varhany. Finanční podpora obce Turopolje mu umožnila vystudovat gymnázium v Záhřebu i další vzdělávání na učitelském ústavu. Tam si jej povšiml profesor hudby Vilko Novak a přesvědčil jej, aby i přes ztrátu stipendia studium na učitelském ústavu přerušil a přešel na Chorvatskou hudební akademii. Na studium si pak vydělával hrou na varhany v záhřebských kostelech. Soukromě dokončil i učitelský ústav a od roku 1917 působil jako učitel v obci Kotari nedaleko Samoboru. V té době zkomponoval svou první symfónii f-moll, která se stala i první chorvatskou symfónií vůbec.
13. prosince 1918, ve věku dvacetidevíti let, byl zvolen županem Turopoljského kraje a svůj mandát ještě dvakrát obhájil. V této době se hudbě příliš nevěnoval. K hudbě se opět vrátil v roce 1927. Stal se profesorem kontrapunktu a hry na varhany na Záhřebské akademii múzických umění a na této škole působil až do odchodu do důchodu v roce 1961. Řadu let byl i jejím rektorem. V Záhřebu založil soukromou hudební školu "Polyhimnia".

## Dílo
Již jako student komponoval chrámovou hudbu. Po dokončení studia se připojil k ceciliánskému hnutí, které se snažilo obnovit čistotu chrámové hudby, s důrazem na originalitu chorvatské církevní hudby. Z té doby pochází např. "Missa solemnis" A-dur (1912). Kromě toho sbíral a upravoval lidové písně a zejména se věnoval tvorbě pro varhany.
Vrcholem jeho díla měla být "Missa euharistica jubilaris" pro sbor a dechový orchestr, kterou zkomponoval v roce 1940 a která měla být provedena pod širým nebem při příležitosti oslav 1300. výročí přijetí křesťanství v Chorvatsku. Válka však tomuto provedení zabránila a mše byla poprvé hrána pouze s varhanním doprovodem, v bazilice Nejsvětějšího Srdce Ježíšova v Záhřebu v roce 1943. Ve své původní podobě byla provedena až v roce 1966.
Psal rovněž práce hudebně-teoretické. Jeho učebnice kontrapunktu a polyfonie, se používá dodnes.